# Cœur de verre (film)
Pour les articles homonymes, voir Cœur de verre.
Pour plus de détails, voir Fiche technique et Distribution.
Cœur de verre (Herz aus Glas) est un film allemand réalisé par Werner Herzog, sorti en 1976.

## Synopsis

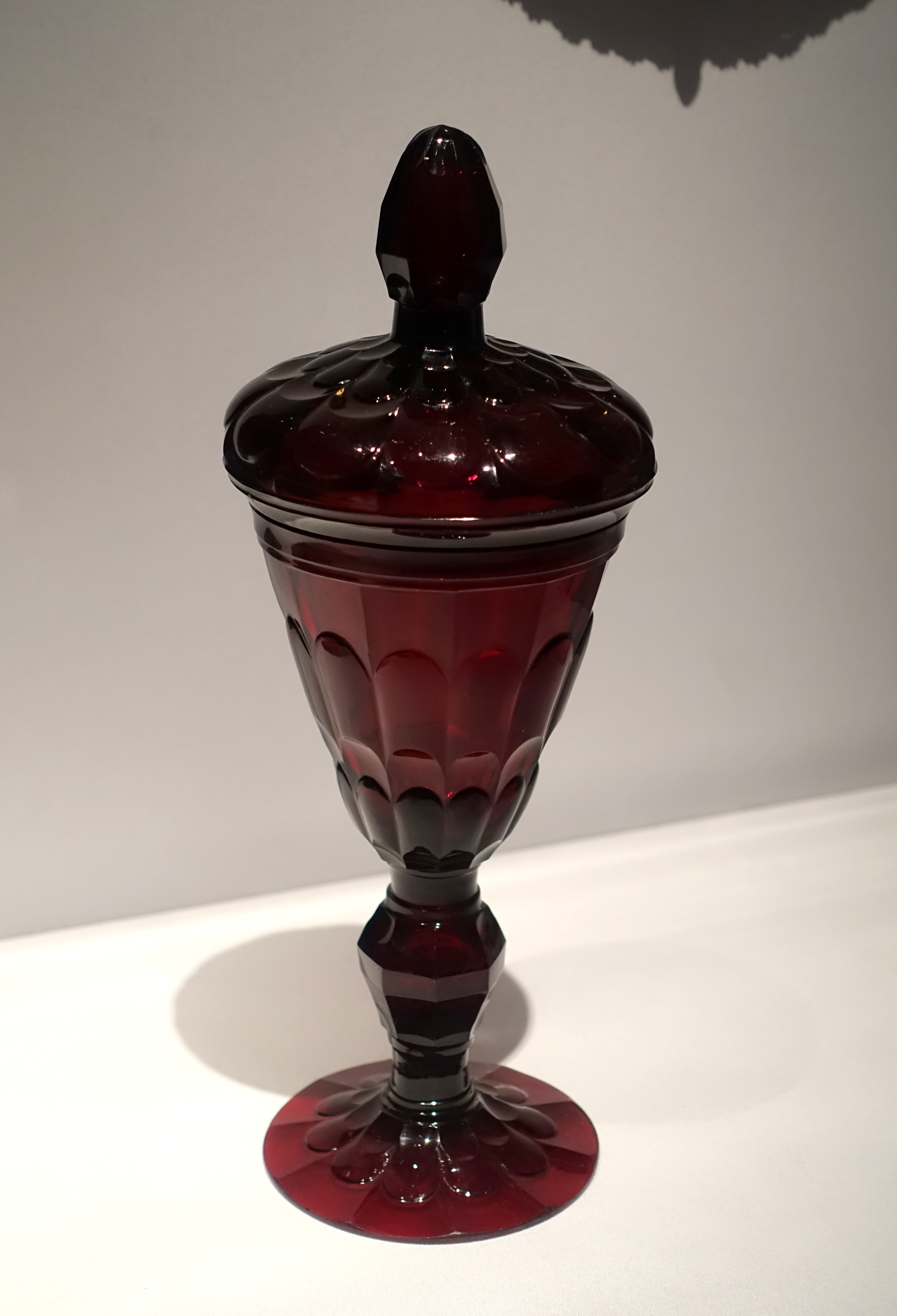
Récipient de verre-rubis ou rubis doré, Allemagne, XVIIIe siècle.

Bavière, XVIIIe siècle, Mühlbeck, maître verrier, est mort en emportant avec lui le secret de fabrication du verre rubis, laissant son village, dont la verrerie est la seule source de richesse, dans le désarroi. Afin de retrouver la recette du verre-rubis les travailleurs et le patron de la manufacture font appel à Hias, une sorte d'oracle. Mais toutes les paroles de l'oracle annoncent l'Apocalypse. La technique de fabrication du verre-rubis demeure introuvable et des événements funestes se produisent entraînant le village dans la folie.

## Fiche technique
- Titre : Cœur de verre
- Titre original : Herz aus Glas
- Réalisation : Werner Herzog
- Scénario : Werner Herzog et Herbert Achternbusch
- Musique : Popol Vuh
- Photographie : Jörg Schmidt-Reitwein
- Montage : Beate Mainka-Jellinghaus
- Costumes : Ann Poppel et Gisela Storch
- Décors : Cornelius Siegel et Henning von Gierke
- Production : Werner Herzog
- Société de production : Werner Herzog Filmproduktion
- Pays de production :  Allemagne de l'Ouest
- Langue  originale: bavarois
- Format : Eastmancolor - 1,66:1 - mono - 35 mm
- Durée : 94 minutes
- Dates de sortie : 
  - Allemagne de l'Ouest : 17 décembre 1976
  - France : 9 février 1977

## Distribution
- Josef Bierbichler (VF : Sady Rebbot) : Hias
- Stefan Güttler (VF : Bernard Murat) : propriétaire de la verrerie
- Clemens Scheitz : Adalbert
- Sonja Skiba : Ludmilla
- Wolf Albrecht :
- Thomas Binkley :
- Janos Fischer :
- Wilhelm Friedrich :
- Edith Gratz :
- Alois Hruschka :
- Egmont Hugel :
- Amad Ibn Ghassem Nadij :
- Sterling Jones :
- Karl Kaufmann :
- Brunhilde Klöckner : Pauline
- Helmut Kossick :
- Helmut Krüger :
- Wolfram Kunkel (de) :
- Werner Lederle :
- Richard Levitt :
- Sepp Müller :
- Agnes Nuissl :
- Volker Prechtel (VF : Duncan Elliott) : Wudy
- Bernhard Schabel :
- Karl Schwarzmayer :
- Friedrich Steinhauer (de) :
- Arno Vahrenwald :
- Andrea von Ramm :
- Detlev Weiler :
- Siegfried Wolf :
- Karl Yblagger :
- Claude Chiarini : Glass Transporter (non-crédité)
- Gunter Freyse : Glass Transporter (non-crédité)
- Alan Greenberg : Glass Transporter (non-crédité)
- Werner Herzog : Glass Transporter (non-crédité)
- Peter van Anft : Glass Transporter (non-crédité)

## Autour du film
- Le tournage s'est déroulé en 1976 en Allemagne (Bavière et forêt de Bavière), aux États-Unis (Alaska et Wyoming), en Irlande (îles Skellig) et en Suisse (Viamala, dans le canton des Grisons).
- Tous les acteurs du film y jouèrent sous état d'hypnose, hormis le personnage principal de Hias et ceux des souffleurs de verre. Leurs performances en sont ainsi teintées d'une étrangeté certaine, et d'autant plus que la plupart des dialogues sont partiellement improvisés[1].
- Heart of Glass est également le titre de la chanson la plus célèbre de Blondie, sorti deux ans plus tard, sans rapport avec le film.

## Distinctions
- Meilleure photographie lors des prix du film allemand en 1977.